# Pettson o Findus i snickarbon
Pettson o Findus i snickarbon är ett svenskt datorspel från 1996 som bygger på barnboksserien om Pettson och Findus av Sven Nordqvist.

## Spelupplägg
I spelet befinner man sig i Pettsons snickarbod. I snickarboden finns det spel att spela och skatter att hitta. När man vinner ett spel får man en guldfjäder som läggs i en skattkista. När man har tio guldfjädrar kan man växla dem till guldmynt. Innan man börjar spela väljer man vem som ska vakta skattkistan. Varje väktare är en spelprofil. Det finns 7 väktare att välja mellan.

## Rollista
- Hilding Slut – Pettson
- Fia Slut – Findus
- Äland Slut – Prillan
- Karin Gidfors – berättarröst
- Gunnar Ernblad – övriga röster

## Mottagande
Spelet fick ett gott mottagande från kritiker. Karin Torgny på Göteborgs-Posten gav spelet 4 av 5 i betyg och beskrev det som "roligt, finurligt, överraskande och personligt" och hyllade i synnerhet spelets design, de olika minispelen och svårighetsgraden och menade på att spelet nog passade bättre för något äldre barn men uttryckte lätt besvikelse för att spelet saknade en genomgripande handling.
Nina Lekander på Expressen gillade spelet och i synnerhet minispelens utformning och svårighetsgrad samt röstskådespeleriet. Nya Dagen kallade spelet "en av de mer lyckade CD-romen som kommit i höst." Helsingborgs Dagblad skrev "Lagom lek och lagom lärdom, bra grafik, välgjort, tydligt och klart. Och alltigenom trevligt!"
Spelet har fått pris för bästa barnspel (1996).